# 光化学オキシダント

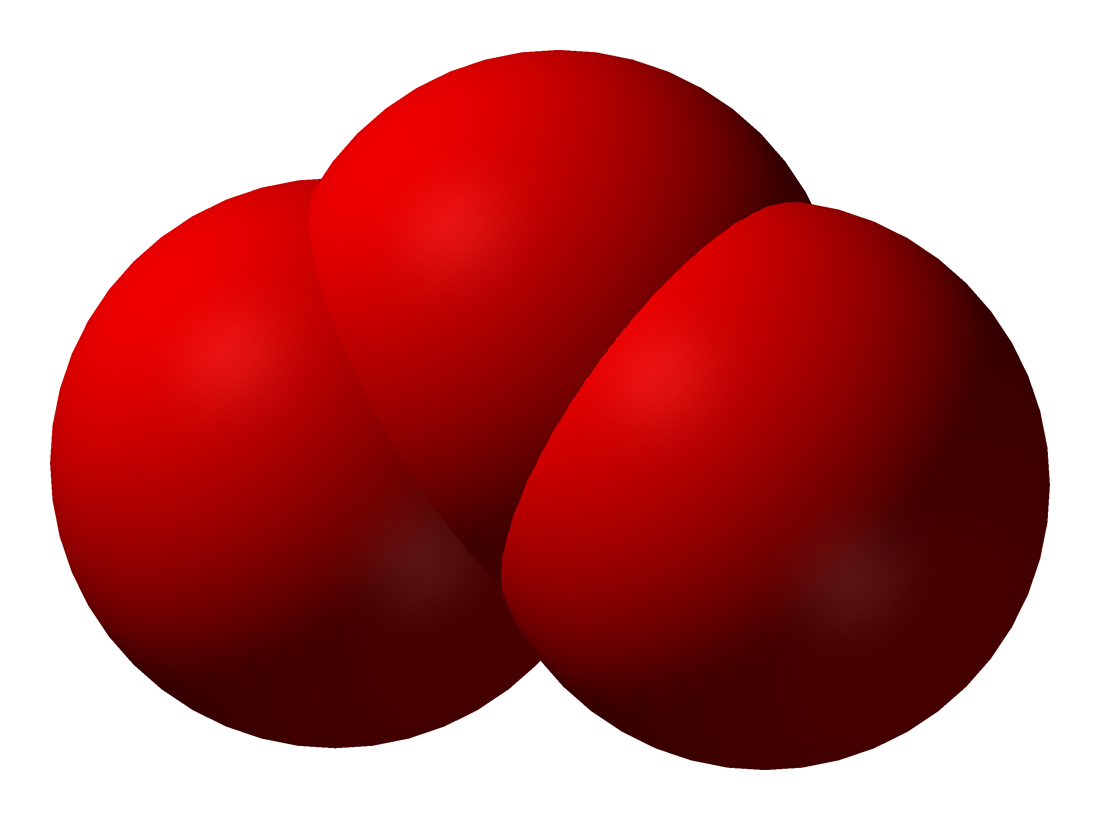
オゾン。代表的な光化学オキシダント

光化学オキシダント（こうかがくオキシダント、英語: photochemical oxidant）は、窒素酸化物や炭化水素の光化学反応において生じる、オゾンやパーオキシアシルナイトレートなどの酸化性物質（オキシダント）の総称である。オキシダント (oxidant) は酸化剤 (oxidizing agent) のこと。強力な酸化作用を持ち健康被害を引き起こす大気汚染物質であり、光化学スモッグの原因となる。

## 生成
窒素酸化物および炭化水素類（揮発性有機化合物）を主体とする一次汚染物質が、太陽光線を受けて光化学反応を起こすことによって発生する二次汚染物質である。
工場や自動車から排出される窒素酸化物の大部分を占める一酸化窒素は、大気中で分子状酸素と反応して二酸化窒素となるが、この反応は太陽光の照射下で非メタン炭化水素(NMHC)が存在すると著しく加速される。
二酸化窒素は紫外線エネルギーの吸収で一酸化窒素と原子状酸素に分解され、生成した原子状酸素は酸素分子と結合して強力な酸化性物質であるオゾンを生成する。
また、原子状酸素は炭化水素と作用して遊離基（ラジカル）を生成し、反応は連鎖的に進行する。
これらの反応によって、オゾン、ペルオキシアシルナイトレート、ペルオキシベンゾイルナイトレートなどの酸化性物質（オキシダント）やアルデヒドなどの還元性物質といった汚染物質（二次汚染物質）を生成する。この二次汚染物質のほとんどがオゾンである。
これら酸化性物質のうち、二酸化窒素を除いたものを「光化学オキシダント」と呼ぶ。
光化学オキシダントは光化学スモッグの原因となる物質であり、高濃度では粘膜への影響などが知られているほか、農作物などへの影響も報告されている。また、オゾンは二酸化炭素よりもはるかに強力な温室効果を持つと言われている。